# Timotheus ten Hoorn
Timotheus ten Hoorn, of Tiemon Tys, werd geboren in 1644, waar hij in juni in Amsterdam gedoopt werd. Vanaf 1677 was hij uitgever, boekverkoper en boekbinder. Tot 1710 was hij actief in Amsterdam, waar hij in 1715 stierf.

## Levensloop
Timotheus ten Hoorn was een van de zes kinderen van Claes Tymons en Giertje Jans. Als kind werd hij in juni 1644 gedoopt in Amsterdam, waar hij waarschijnlijk de rest van zijn leven gewoond en gewerkt heeft. Zijn vader was kaarsenmaker van beroep, maar zijn oudere broer Jan Claesz ging in het boekenvak. In 1677 volgde Timotheus ten Hoorn het voorbeeld van zijn broer. In hetzelfde jaar dat hij in het boekenbedrijf begon, trouwde hij met Rebecka van Kessel. Daarvoor woonde hij een tijdje in bij zijn broer. Twee jaar na haar overlijden, in 1679, hertrouwde hij Immetje Jans Nuijl en drie jaar na het overlijden van zijn tweede vrouw trouwde hij met Aletta Smit op 22 mei 1695. Zijn laatste vrouw overleefde hem, toen hij in 1715 stierf. Volgens een testament van 1695 liet hij drie kinderen geld na, van wie de voogd Daniel Verklocken was, ook werkzaam in het boekenvak als boekbinder. Met Immetje kreeg hij drie kinderen: Alida, Johannes en Nicolaas. Met Aletta kreeg hij nog twee kinderen: Arnoldus en Henricus.
Hij woonde vanaf 1677 in de Nes over de Brakke Grond en vanaf 1684 in de Nes naast de Brakke Grond. Zijn huis werd echter verkocht toen hij overleed en er schulden openstonden aan verschillende collega’s in het boekenvak. Zijn tweede huis werd gekenmerkt door het uithangbord met het zinnebeeld erop. Dit zinnebeeld was ook het symbool van zijn impressum.

## Carrière
In 1676 deed Ten Hoorn al een poging om zich in te schrijven bij het boekengilde, maar dit lukte hem pas in 1677. Nog geen jaar later werd hij echter al door de schout beschuldigd van verkoop van 'vuile plaatjes'. Hij stond bekend om de verkoop van pornografische romans en andere lichtzinnige lectuur. In 1678 schreef hij zelf een boek, Hollandsche Trouwgevallen, net als in 1696 Hedendaagsche Zalet-juffers. Ruim tien jaar later verkocht hij een boek dat verboden was op politieke gronden. In 1695 werd hij weer gedaagd door de schout, dit keer omdat hij Spinoza had willen verkopen, een van de weinige verboden boeken in de Republiek.
Vanaf 1677 tot 1710 verscheen een groot aantal Nederlandse boeken of vertaalde Franse boeken onder de naam van Timotheus ten Hoorn als uitgever. Hij publiceerde vooral wat lichter werk en maar weinig medische of historische boeken. Daarnaast gaf hij van 1690 tot 1701 het tijdschrift Europische Mercurius uit. In 1702 verkocht hij alle uitgaven aan Daniel van den Dalen en Andries van Damme. Ten Hoorn adverteerde zijn tijdschrift in de Amsterdamse Courant en in de Opregte Haarlemse Courant. Waarschijnlijk verkocht hij zijn tijdschrift omdat hij er financieel niet zo goed voor stond.
Timotheus werkte samen met zijn broer Jan, en ook vaker met Daniel van den Dalen. Jan en zijn partner hadden een drukpers, Timotheus zelf niet. Door de samenwerking en vriendschap met Van den Dalen, is het niet vreemd dat Van den Dalen de voogd wordt over Timotheus’ kinderen na zijn dood, samen met zijn broer Jan. Omdat ze beiden een kleine boekhandel bezaten, probeerden ze hun positie sterker te maken door samenwerking met andere kleine uitgevers, bijvoorbeeld op de gezamenlijke rechten van een uitgave. Toch mocht Van den Dalen’s financiële steun niet echt baten, want zijn minderjarige kinderen Arnoldus en Henricus worden na zijn dood opgenomen in het weeshuis en zijn vrouw moest wonen in een tuinhuisje. In het begin van zijn carrière wist Ten Hoorn het wel te redden, maar vooral vanaf de jaren negentig loopt het minder vlot met de verkoop van zijn boeken. In 1691 ging hij een grote lening aan bij Willem Emmichoven, die na zijn dood nog niet blijkt terugbetaald. In de latere jaren van zijn carrière ging hij meermaals grote leningen aan, die pas laat worden terugbetaald. Ook adverteerde hij veel minder voor zijn boeken in de jaren negentig dan daarvoor het geval was geweest.

### Een schimmige reputatie
Ten Hoorns reputatie was niet al te best door de verkoop van boeken die niet zedelijk en volks werden bevonden. Zelfs voordat hij officieel tot het uitgeversgilde toetrad, moest hij al een keer voor de schout verschijnen voor de verspreiding van schunnige plaatjes. Ook kwam hij in de problemen door de verkoop van het boek Nagelaten Schriften van Spinoza, dat in 1677 was gepubliceerd en op 25 juni 1678 verboden door de Staten van Holland. In april 1695 werd hij voor de verkoop van dit boek gedaagd voor de schepenen. Omdat we later niets meer over een veroordeling kunnen lezen, wordt aangenomen dat Ten Hoorn een straf wist te ontlopen.
In 1678 stelden de Staten van Holland een politiek probleem aan de kaak in het boekenvak: de beschimping van politiek invloedrijke figuren in de boeken die overal in Amsterdam verkocht werden. Als maatregel hierop worden sommige boeken verboden. Tegelijkertijd met politieke censuur komt er dan ook enige censuur op erotische uitgaven in Holland. De prijzen van verboden boeken waren hoog, dus de verkoop hiervan was zeker aantrekkelijk voor Ten Hoorn, die vanaf het begin van zijn carrière niet de wind mee heeft wat betreft financiële zaken. Hij verkoopt de schimmige boeken van zijn collectie in de kroeg. Toch verkoopt hij niet lukraak, maar laat hij een visie zien in de boeken die hij laat uitgeven, hoewel deze dus soms wel erotische van aard zijn. Hij wil namelijk boeken uitgeven die het normale leven beschrijven en herkenbaar zijn voor zijn lezers. Daarmee probeert hij zijn lezer ook te vermaken, want vaak hebben zijn boeken een humoristische inslag.
Ook met andere regels neemt Ten Hoorn het niet altijd te nauw. Omdat hij in 1688 een boek geplagieerd had, werden hij en zijn broer in een pamflet van 1690 belachelijk gemaakt. Deze slechte reputatie was echter kenmerkend voor kleine boekhandelaren in Amsterdam van de late zeventiende eeuw. Toch belette dit de broers er niet van om later weer in risicovolle uitgaven te investeren.

Titelpagina Wonderbaarlyke en ongeloofelyke reizen, door de lucht, water, land, hel, paradijs, en hemel. Amsterdam, Timotheus ten Hoorn, 1682.

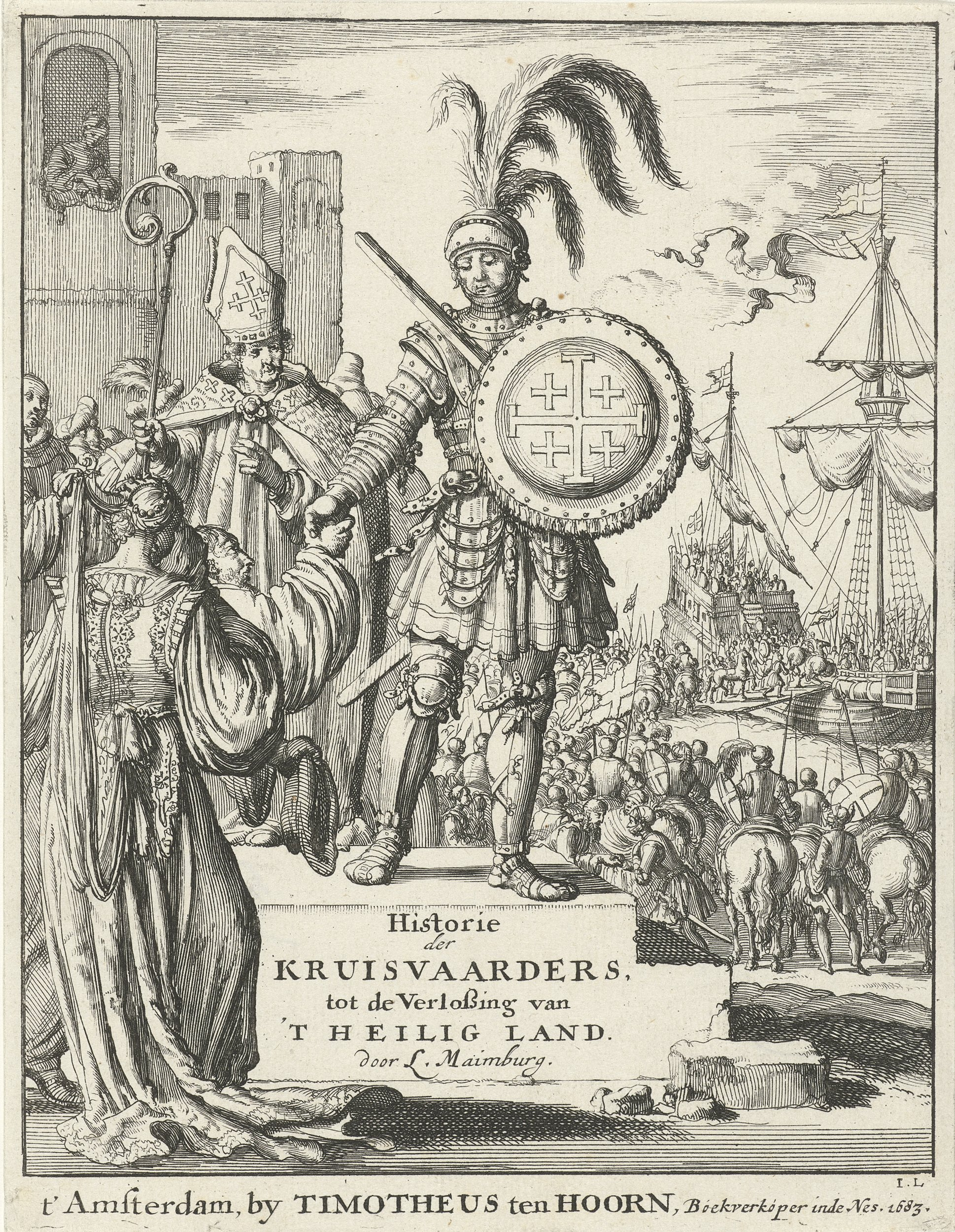
Titelpagina van de Historie der Kruisvaarders, 1683

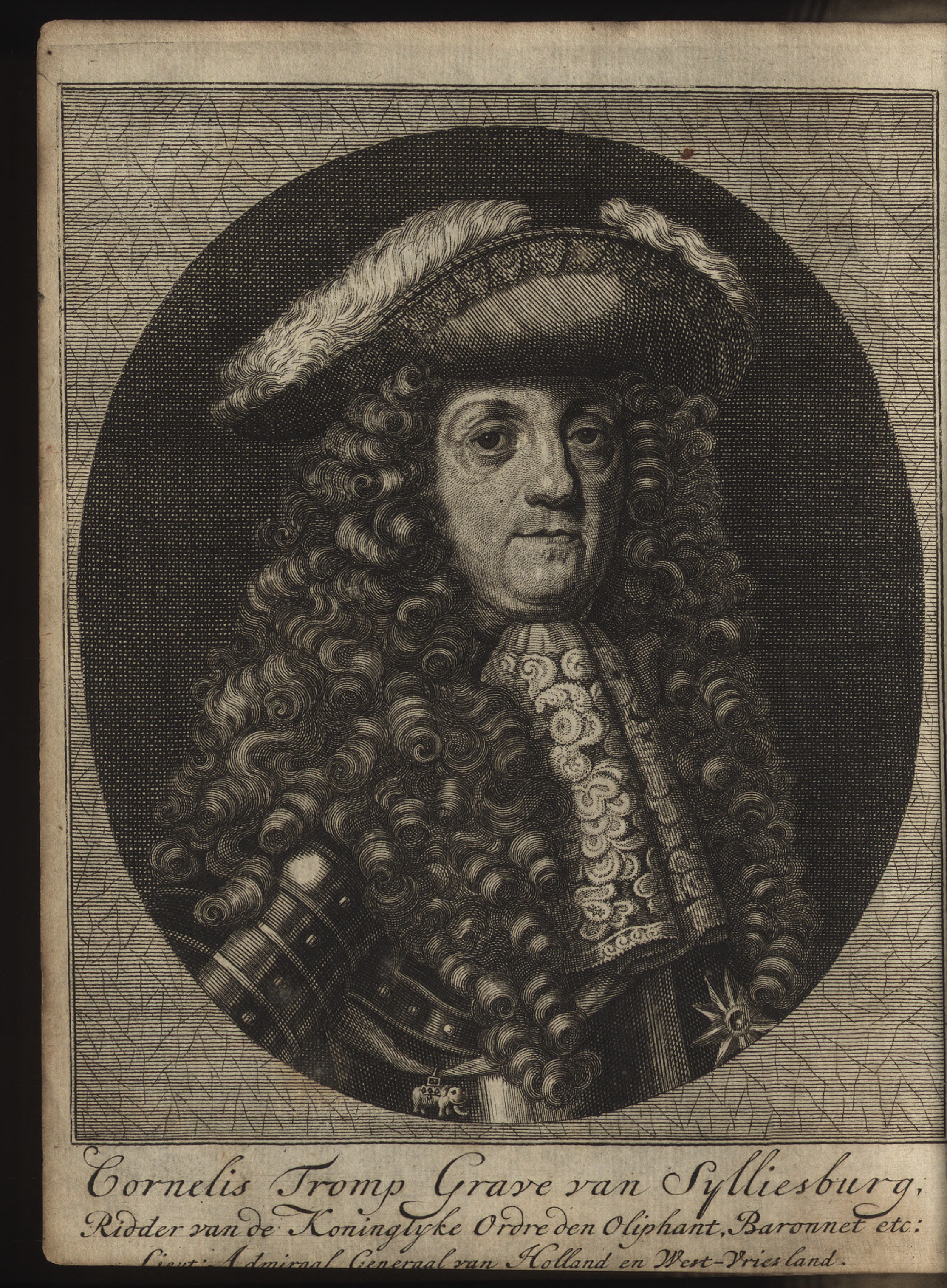
Prent van Cornelis Tromp, graaf van Sylliesburg, ridder van den Olifant, baronnet, etc. lieutenant admiraal generaal van Holland en Westvriesland uit het boek Leven en bedryf van den vermaarden zeeheld Cornelis Tromp, 1692

## Gepubliceerde werken
- Hollantse trouw-gevallen, 1678
- Op de vrede tusschen Lodewijk de XIVde, 1678
- Den stantvastige Valere, 1678
- De tien delicatessen des huwelyks, 1678
- De bedroogene hertog, 1679
- De dubbelde hoorn-drager, ca. 1680
- De gewaande Klelie, 1680
- Nieuwe beproefde en wel ondersochte genees-middelen, 1680
- ’t Ongelyk huwelyk, 1680
- Gedenkwaardige en zeer naauwkeurige reizen van den heere de Thevenot, 1681
- Historische, philosophische en politische rust-uuren, 1681
- Huidendaegsche krygs-roman, 1681
- Theatrum sympateticum, 1681
- De boosaardige en bedriegelike huisvrou, 1682
- Historie der Sevarambes, 1682
- Leven, op- en ondergang van den verdorven koopman, 1682
- Seven boose geesten, 1682
- De wandelende dukaat, 1682
- Wonderbaarlyke en ongeloofelyke reizen, 1682
- Historie der kruisvaarders, tot de verlossing van ’t Heilig Land, 1683
- Historie van het verval des kaiserrycks, 1683
- Kerk-zeeden ende gewoonten die huiden in gebruik zijn onder de jooden, 1683
- La défense de la Réformation contre le livre intitulé Prejugez, 1683
- ’t Masker der hedendaagse Pharizénen, 1683
- De vliegende gedagten, 1683
- Alle de medicinale en natuurkundige werken, 1684
- Historie der drie laatste Turksche keizers, 1684
- De kluchtige Mercurius, 1684
- De minneryen van den groten Alcander inde Nederlanden, 1684
- Naauwkeurig verhaal van de vervolginge aangerecht tegens de Evangelise leeraaren in Hungarien, 1684
- Venus belegert en ontset, 1684
- Chronyk van Vrankryk, 1685
- Historie van de kettery der beeldstormers, 1685
- Leven en daaden van Johannes Sobietzki de III, 1685 (samen met zijn broer en anderen)
- Reden, over het leven en de doot van de heer Cornelis Bontekoe, 1685
- Spiegel der Sibyllen, 1685
- ‘t Vervolg van ‘t nieuw gebouw der chirurgie, 1685
- De musket-draagende heldin, 1686
- Het ryck der goden, 1686
- ’t Amderdams hoerdom, 1687
- Het loffelijk geselschap van de vetpot, 1687
- Oorlogsdaaden en minneryen van den graaf Emerik Tekely, 1687
- Oudheit en Afkomst der Dieven, 1687
- Het vol-vrolike thee-geselschap, 1687
- Medicinale en chirurgicale observatien van Ferdinandus Gruiwardt, 1688
- De ontdekking der bedriegeryen van de gemeene pis-bezienders, 1688
- ’t Vermakelijk bloemhof der medicyne, 1689
- Engelands staatsveranderingen, 1690
- Het gast-huis der zieken, 1690
- De practyk der vroed’meesters, en vroed’vrouwen, 1690
- ’t Waare interest der Christene Vorsten, 1690
- Europische Mercurius, 1690-1701
- Kort vertoog van een beknopt gebouw der genees- en heel-konst, ca. 1691
- Kort vertoog van de anatomia, 1691
- Leven en bedryf van den vermaarden zeeheld Cornelis Tromp, 1692
- Venus minsieke gasthuis, 1695
- Verhandeling van de pokken en haar geneesinge, 1695
- Mahomets Alkoran, 1696
- Vermakelijke vryagie van den kaalen Utrechtsen edelman, 1698
- Iconologia, 1699
- De gedebaucheerde en betoverde koffy- en theewereld, 1701
- Innerlykke ziel-tochten op ’t H. Avondmaal, 1702
- Korte en bondige verhandeling, van de voor-teeling, 1706
- Het geheim ontdekt, 1707
- Zardammer spreeuwengezang, 1707
- De schouburg der verliefde, ca. 1708
- De vervallen bedrukte en gefaljeerde salet-jonker, 1708
- J. Pooks Rommel-zoodjen, 1709
- Chronyk van de gansche oude heerlykheid van het dorp Schagen, 1710
- Chronyk van de stad Medenblik, 1710
- De hollebollige lachende dokter, 1710

De meeste van deze boeken zijn te bekijken bij de Bijzondere Collecties van de Universiteit van Amsterdam.

## Geraadpleegde literatuur
- Biografisch portaal van Nederland. S.v. “Timotheus ten Hoorn”. Toegang 24 januari 2019.
- Ecartico. S.v. “Timotheus ten Hoorn”. Toegang 24 januari 2019.
- Peeters, Frank. “Timotheus ten Hoorn, uitgever van de Europische Mercurius”. Mededelingen van de Stichting Jacob Campo Weyerman 24 (2001): 43-44. Toegang 24 januari 2019. .
- Peeters, Frank. “Leven en bedrijf van Timotheus ten Hoorn (1644-1715)”. Mededelingen van de Stichting Jacob Campo Weyerman 25 (2002): 20-28. Toegang 26 januari 2019.
- Peeters, G.F.L. “Timotheus ten Hoorn sells a copy of Spinoza’s posthumous works”. Quaerendo 12 (1982): 242-244.
- Picarta. S.v. “Hoorn, Timotheus ten[dode link]”. Toegang 24 januari 2019.
- Sliggers, Bert en Jos van Waterschoot (eds.). Onder de toonbank: pornografie en erotica in de Nederlanden. Amsterdam: Uitgeverij Van Oorschot, 2018.
- Ter Laan, K. S.v. “Timotheus ten Hoorn”. In Letterkundig woordenboek voor Noord en Zuid. Den Haag/Jakarta: G.B. van Goor Zonen’s Uitgeversmaatschappij, 1952. Toegang 24 januari 2019. .
- Van Eeghen, Isabella Henriëtte. S.v. “Hoorn (Timotheus ten) 1644-1714, Geref.”. In De Amsterdamse boekhandel 1680-1725. Deel 3: Gegevens over de vervaardigers, hun internationale relaties en de uitgaven A-M. Amsterdam: Scheltema & Holkema, 1965. Toegang 24 januari 2019.